# Claudio Bonoldi
Claudio Bonoldi (Piacenza, 26 d'octubre de 1783 - Milà, 14 de febrer de 1846) fou un tenor italià.
Bonoldi va ser un tenor líric. Al principi de la seva carrera´la seva veu era especialment adequada per reproduir els rols de l'òpera bufa. Més tard, el seu to de veu va evolucionar a més fosca i ressonant, i també va interpretar peces dramàtiques, com Pollio a Norma, per abastar també els papers de baix, com Assur a Semiramide per Gioachino Rossini i Don Giovanni de Wolfgang Amadeus Mozart. En el llenguatge musical contemporani es podria anomenar un baritenor.